# Gobierno de Laureano Gómez
El gobierno de Laureano Gómez se dio entre el 7 de agosto de 1950 y el 5 de noviembre de 1951 en Colombia, cuando por enfermedad del presidente fue sucedido por Roberto Urdaneta, los dos gobiernos fueron objeto del golpe de Estado del 13 de junio de 1953, sucedidos por el general Gustavo Rojas Pinilla.

## Ascenso al poder
En medio del agitado clima social por el asesinato de Jorge Eliécer Gaitán, Laureano Gómez fue presentado como candidato del Partido Conservador en abril de 1949. Aunque las elecciones presidenciales estaban originalmente programadas para julio de 1950, se adelantaron a noviembre de 1949 debido a un proyecto presentado por el Partido Liberal, que se había impuesto en las elecciones legislativas de junio de 1949.
Aunque se perfilaba una difícil campaña contra el candidato liberal Darío Echandía Olaya, este se retiró de la contienda en octubre, aduciendo falta de garantías electorales. Así, Gómez llegó como el único candidato a las elecciones de noviembre, donde obtuvo 1.140.122 votos (99,95 % del total).
Tomó posesión del cargo el 7 de agosto de 1950 siendo el único presidente hasta la fecha en tomar posesión ante la Corte Suprema de Justicia, ya que la tradición jurídica indicaba que el juramento era tomado por el presidente del Congreso de la República. Ésta particularidad se dio por el cierre del Congreso el 9 de noviembre de 1949 (18 días antes de las elecciones presidenciales), por órdenes de Mariano Ospina Pérez.
Su gobierno convoca a una Asamblea Nacional Constituyente (ANAC), con la cual buscó crear mecanismos para desarrollar sus ideas acerca del Estado corporativista, cercana al fascismo de Francisco Franco, en la cual los poderes legislativo y judicial mantuvieran sus acciones claramente delimitadas, mientras al Ejecutivo se le otorgaban poderes especiales para determinar los rumbos a seguir en casos de crisis, algunos autores llamaron esta propuesta "la dictadura civil".

## Gabinete ministerial
(En el orden jerárquico constitucional previsto)
| Cargo                                         | Nombre                                                                                              | Inicio                  | Final                   | Partido                        | Ref.  |
| --------------------------------------------- | --------------------------------------------------------------------------------------------------- | ----------------------- | ----------------------- | ------------------------------ | ----- |
| Ministro de Gobierno                          | Domingo Sarasty Montenegro                                                                          | 7 de agosto de 1950     | 21 de julio de 1951     | Partido Conservador Colombiano | [ 8 ] |
| Ministro de Gobierno                          | Roberto Urdaneta Arbeláez                                                                           | 22 de julio de 1951     | 5 de noviembre de 1951  | Partido Conservador Colombiano | [ 8 ] |
| Canciller (Ministro de Relaciones Exteriores) | Gonzalo Restrepo Jaramillo                                                                          | 7 de agosto de 1950     | 5 de noviembre de 1951  | Partido Conservador Colombiano | [ 8 ] |
| Ministro de Guerra                            | Roberto Urdaneta Arbeláez                                                                           | 7 de agosto de 1950     | 29 de agosto de 1951    | Partido Conservador Colombiano | [ 8 ] |
| Ministro de Guerra                            | José María Bernal Bernal                                                                            | 29 de agosto de 1951    | 5 de noviembre de 1951  | Partido Conservador Colombiano | [ 8 ] |
| Ministro de Justicia                          | Guillermo Amaya Ramírez                                                                             | 7 de agosto de 1950     | 29 de agosto de 1951    | Partido Conservador Colombiano | [ 8 ] |
| Ministro de Justicia                          | Juan Uribe Holguín                                                                                  | 29 de agosto de 1951    | 5 de noviembre de 1951  | Partido Conservador Colombiano | [ 8 ] |
| Ministro de Hacienda y Crédito Público        | Rafael Delgado Barreneche                                                                           | 7 de agosto de 1950     | 2 de febrero de 1951    | Partido Conservador Colombiano | [ 8 ] |
| Ministro de Hacienda y Crédito Público        | Antonio Álvarez Restrepo                                                                            | 2 de febrero de 1951    | 5 de noviembre de 1951  | Partido Conservador Colombiano | [ 8 ] |
| Ministro de Agricultura y Ganadería           | Alejandro Ángel Escobar                                                                             | 15 de agosto de 1950    | 20 de octubre de 1951   | Partido Conservador Colombiano | [ 8 ] |
| Ministro de Agricultura y Ganadería           | Camilo José Cabal Cabal                                                                             | 20 de octubre de 1951   | 5 de noviembre de 1951  | Partido Conservador Colombiano | [ 8 ] |
| Ministro de Trabajo                           | Alfredo Araújo Grau                                                                                 | 7 de agosto de 1950     | 5 de noviembre de 1951  | Partido Conservador Colombiano | [ 8 ] |
| Ministro de Higiene                           | Alonso Carvajal Peralta                                                                             | 7 de agosto de 1950     | 5 de noviembre de 1951  | Partido Conservador Colombiano | [ 8 ] |
| Ministro de Comercio e Industria              | José María Villarreal Sandoval                                                                      | 7 de agosto de 1950     | 28 de noviembre de 1950 | Partido Conservador Colombiano | [ 8 ] |
| Ministro de Comercio e Industria              | Manuel Carvajal Sinisterra                                                                          | 28 de noviembre de 1950 | 5 de enero de 1951      | Partido Conservador Colombiano | [ 8 ] |
| Ministro de Comercio e Industria              | Rafael Azula Barrera                                                                                | 5 de enero de 1951      | 2 de febrero de 1951    | Partido Conservador Colombiano | [ 8 ] |
| Ministro de Comercio e Industria              | José María Guerrero O'Byrne                                                                         | 2 de febrero de 1951    | 28 de febrero de 1951   | Partido Conservador Colombiano | [ 8 ] |
| Ministro de Comercio e Industria              | Desparece el Ministerio de Comercio e Industria, para ser reemplazado por el Ministerio de Fomento. |                         |                         | Partido Conservador Colombiano | [ 8 ] |
| Ministro de Fomento                           | Manuel Carvajal Sinisterra                                                                          | 2 de abril de 1951      | 18 de octubre de 1951   | Partido Conservador Colombiano | [ 8 ] |
| Ministro de Fomento                           | Carlos Villaveces Restrepo                                                                          | 18 de octubre de 1951   | 5 de noviembre de 1951  | Partido Conservador Colombiano | [ 8 ] |
| Ministro de Minas y Petróleos                 | Manuel Carvajal Sinisterra                                                                          | 7 de agosto de 1950     | 5 de noviembre de 1951  | Partido Conservador Colombiano | [ 8 ] |
| Ministro de Educación                         | Antonio Álvarez Restrepo                                                                            | 7 de agosto de 1950     | 2 de febrero de 1951    | Partido Conservador Colombiano | [ 8 ] |
| Ministro de Educación                         | Rafael Azula Barrera                                                                                | 2 de febrero de 1951    | 5 de noviembre de 1951  | Partido Conservador Colombiano | [ 8 ] |
| Ministro de Correos y Telégrafos              | José Tomás Angulo Lourido                                                                           | 7 de agosto de 1950     | 29 de agosto de 1951    | Partido Conservador Colombiano | [ 8 ] |
| Ministro de Correos y Telégrafos              | Carlos Echeverri Cortés                                                                             | 29 de agosto de 1951    | 5 de noviembre de 1951  | Partido Conservador Colombiano | [ 8 ] |
| Ministro de Obras Públicas                    | Jorge Leyva Urdaneta                                                                                | 7 de agosto de 1950     | 5 de noviembre de 1951  | Partido Conservador Colombiano | [ 8 ] |

## Orden público y seguridad

### La Violencia
Durante su gobierno se registró un recrudecimiento de La Violencia, entre los conservadores con los grupos paramilitares de los chulavitas y los pájaros, respaldados por las Fuerzas Militares enfrentados a los liberales que conformaron las guerrillas liberales y los grupos de autodefensa del Partido Comunista Colombiano. La política del gobierno de Laureano Gómez se caracterizó por ser abiertamente anticomunista.
Se presentaron numerosas masacres, asesinatos y violaciones a los derechos humanos. Se presentó un aumento de la persecución religiosa contra los protestantes.

## Política Interior

### Educación
Fueron concluidos los edificios básicos de la Universidad Nacional, se unificaron los programas de bachillerato, se incrementó la educación normalista, campesina e industrial, rama para la cual se contrataron expertos extranjeros.

### Salud
Se realizan las campañas contra la tuberculosis, la fiebre amarilla, la malaria y otras enfermedades. Se reestructuraron los servicios de salud en los puertos.

## Economía
En su gobierno se registró la introducción al país de la planeación a través del Comité de Desarrollo Económico, integrado por miembros de los dos partidos tradicionales y que tuvo el asesoramiento de la Misión del Banco Mundial en 1950, dirigida por Lauchlin Currie. Se diseñaron los planes: vial nacional, de construcción de oleoductos (el oleoducto Puerto Salgar-Bogotá y se inició el de Puerto Berrío-Medellín), de comunicaciones (ferrocarriles) y puertos marítimos; creación de la Empresa Colombiana de Petróleos (Ecopetrol) el 25 de agosto de 1951 (reversando la Concesión de Mares, construyendo la Refinería de Barrancabermeja), creación del Banco Popular en 1950, y del Ministerio de Fomento  (que reemplazaba al de Comercio e Industria) y el de Minas y Petróleos.
Se presentó la lucha de poderes entre 2 sectores de la élite económica, los industriales de la Asociación Nacional de Industriales (ANDI) reclamaban una política proteccionista frente al librecambio apoyado por cafeteros y comerciantes Federación Nacional de Comerciantes (FENALCO).

## Política exterior

### Guerra de Corea
El 26 de diciembre de 1950, fue creado el Batallón Colombia para participar en la Guerra de Corea, como muestra de la política anticomunista del gobierno colombiano, Colombia fue el único país latinoamericano que participó en ese conflicto. Urdaneta dio continuidad a esta política iniciada en el gobierno de Laureano Gómez del cual era ministro.

### Pacto militar con Estados Unidos
El gobierno de Gómez firmó con Estados Unidos el Pacto militar Bilateral el 17 de abril de 1952.

## Sociedad

### Deportes
Durante su gobierno se realizó la primera Vuelta a Colombia de ciclismo en 1951, y se desarrolló parte del periodo conocido como El Dorado del Fútbol Profesional Colombiano.

## Retiro y gobierno de Urdaneta
Laureano Gómez sufrió un infarto al miocardio. Roberto Urdaneta Arbeláez, quien fue Ministro de Guerra durante el gobierno de Gómez y sería nombrado como Presidente encargado por el Congreso de la República el 30 de octubre y asumió el poder el 5 de noviembre de 1951, debido a la licencia por enfermedad de Laureano Gómez quien había sido elegido en las elecciones presidenciales de 1949.